# Lloyd’s Register
Lloyd’s Register Group Limited (kurz und gehandelt als Lloyd's Register (LR)) ist eine Schiffs-Klassifikationsgesellschaft und unabhängige Risikomanagement-Organisation, die weltweit Dienstleistungen zur Risikobewertung und -minderung sowie Zertifizierungen durch die Tochtergesellschaft Lloyd’s Register Quality Assurance Ltd. unter dem Markennamen LR anbietet. Von ihrer Herkunft aus dem Schifffahrtssektor (Lloyd’s Register of Shipping) dehnte die Organisation ihre Aktivitäten im späten 20. Jahrhundert auf andere Sektoren, z. B. das Eisenbahnwesen aus.
Lloyd’s Register ist mit mehr als 9000 Mitarbeitern in 78 Ländern tätig. Neben dem Hauptsitz in London befinden sich Niederlassungen unter anderem in Houston für den amerikanischen Markt und in Hongkong für den asiatischen Markt. Die Aktien der Lloyd’s Register Group Limited werden von der Lloyd’s Register Foundation gehalten, einer eingetragenen gemeinnützigen Organisation.

## Geschichte

### Ursprünge

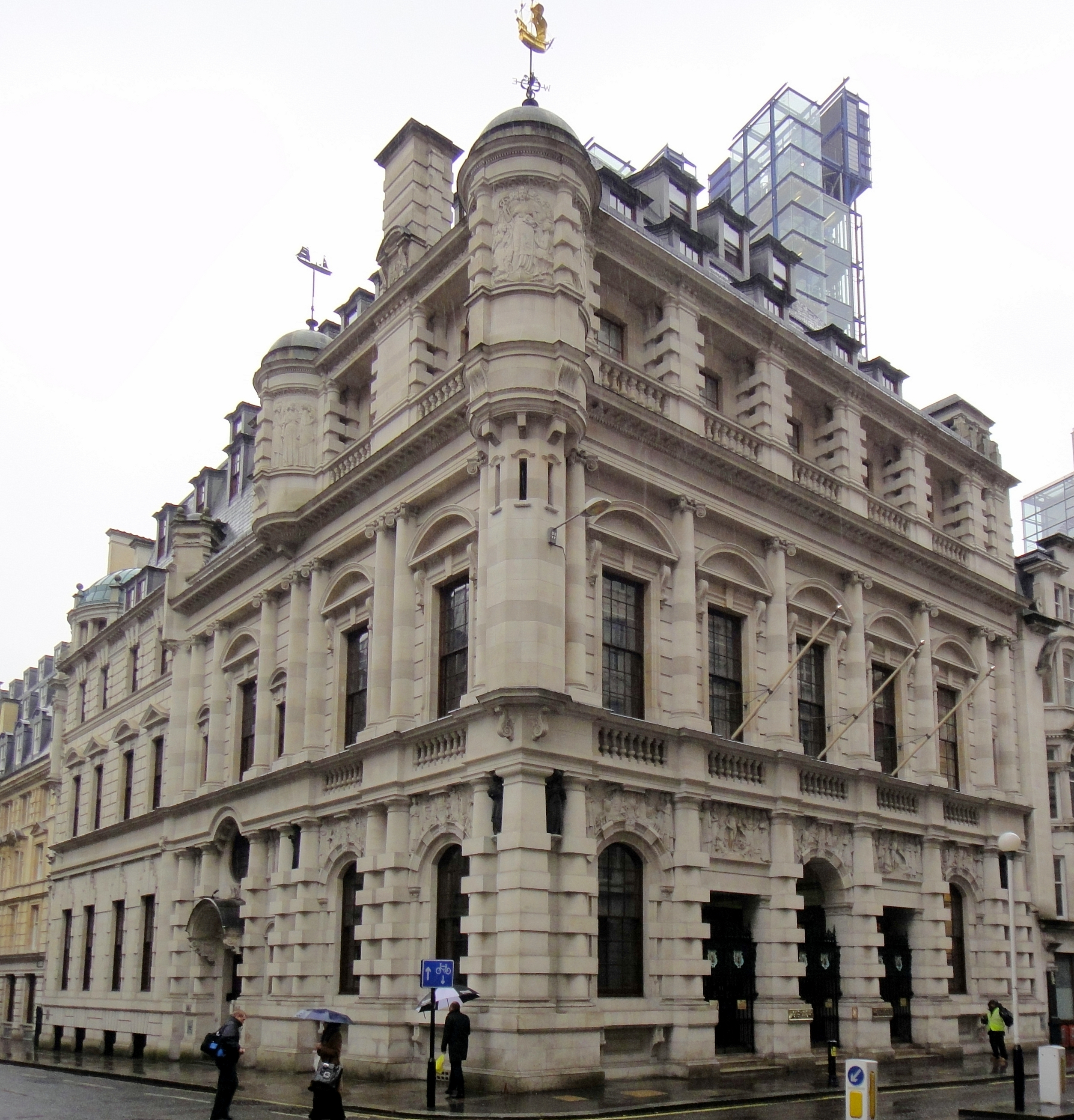
Das Gebäude des Lloyd’s Register in der Londoner Fenchurch Street

Lloyd’s Register verdankt seinen Namen und seine Gründung dem Kaffeehaus von Edward Lloyd, das im 17. Jahrhundert in der Tower Street von Kaufleuten, Schiffsversicherern und anderen, die mit der Seefahrt zu tun hatten, frequentiert wurde. Der Besitzer Edward Lloyd unterstützte sie durch regelmäßige Verbreitung einer gedruckten Liste mit Informationen über Schiffe. Lloyd’s Register steht abgesehen von den gemeinsamen Anfängen in Lloyds Kaffeehaus in keiner Verbindung zu dem internationalen Versicherungsmarkt Lloyd’s of London.
Im Jahr 1999 waren etwa 1800 Gutachter (Surveyors) von Lloyd’s Register in damals nahezu 250 Büros weltweit tätig. Einer der ersten LR Surveyors war Bernard Waymouth (1824–1890).
Eine „List of Surveyors“ wurde von 1834 bis 1972 im „Register Book“ jährlich veröffentlicht und steht unter „Digital Resources der Lloyd’s Register Foundation Heritage & Education Centre“ dem interessierten Publikum zur Verfügung. Während in 1834 mit 63 veröffentlichten Namen der für Lloyd’s Register aktiven Surveyors begonnen wurde, erhöhte sich die Zahl in der Zeit Erster Weltkrieg bereits auf 513 weltweit tätige LR Surveyors. Die Handelsschiffe wurden mit der Zeit immer größer und immer komplexer, so dass durch die Industrielle Revolution zeitgemäß auch der „First Engineer Surveyor by LR“ bereits in 1874 eingesetzt wurde.

### Register

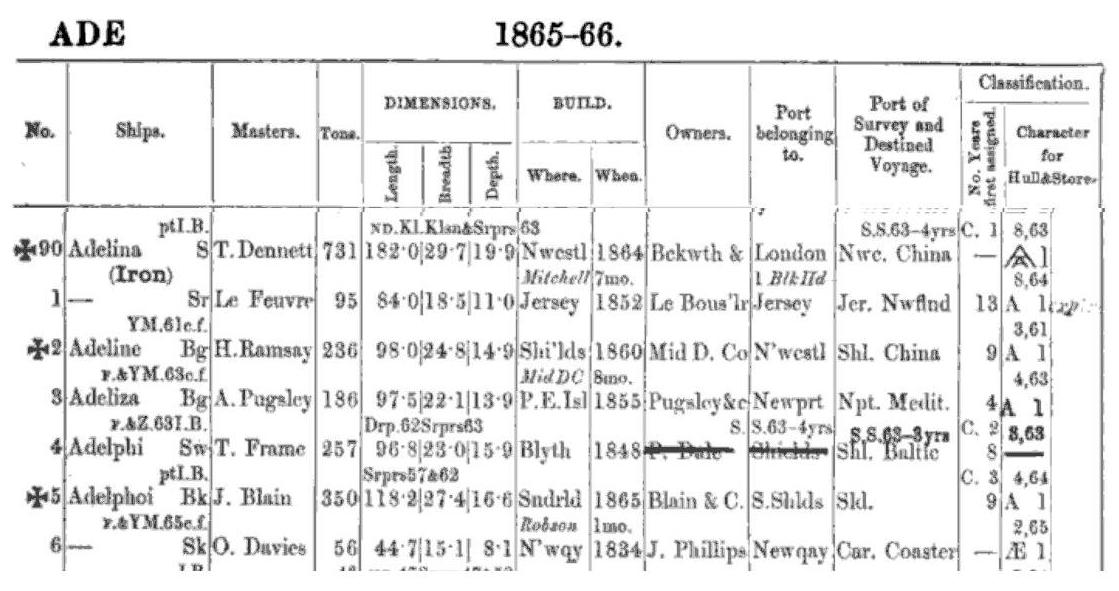
Auszug aus dem Lloyds Register of British and Foreign Shipping von 1865/66

1760 wurde die Register Society durch die Kunden des Kaffeehauses gegründet und das erste Register of Shipping (Green Book) herausgegeben, um den Kaufleuten und Versicherern eine Vorstellung vom Zustand der Schiffe, die sie charterten oder versicherten, zu geben.
Die Bewertungen / Vermessungen der Schiffe bezog sich auf die Schiffsrümpfe, die Schiffsausstattung (Masten, Takelage und andere Ausrüstung) und die Aufsicht bei der Erbauung der Schiffe. Die Schiffsrümpfe wurden mit einer Buchstabenskala bewertet (A ist die höchste Bewertung), die Schiffsausstattung wurde mit Nummern bewertet (1 ist die höchste Bewertung). Das Kreuz ☩ kennzeichnet, dass das Schiff unter besonderer Aufsicht erbaut worden war. Diese Schiffsbewertungen wurden erstmals in der Ausgabe 1775–76 des Registers veröffentlicht. Die Schiffsvermesser (normalerweise Schiffsmeister oder Schiffsbauer) nahmen die Bewertungen vor, wenn die Schiffe britische Häfen anliefen.
1799 wurde das Register of Shipping durch das Shipsowners Register (Red Book) erweitert. Nachdem man 1829 das Lloyds Underwriters Register hinzugefügt hatte, folgte ab 1834 das Lloyds Register of British and Foreign Shipping, welches sich zum weltweiten Standard entwickelte. Das Register, mit Informationen über alle Handelsschiffe mit mehr als 100 Tonnen, die über einen eigenen Antrieb verfügen, wird jährlich veröffentlicht. Nach der Fusion mit Fairplay Publications Limited im Jahre 2001 erfolgt die Veröffentlichung durch Lloyd’s Register – Fairplay.

### LR Klassifikationsgesellschaft
Die Lloyd’s Register Society ist die erste und älteste Klassifikationsgesellschaft, die Regeln zur sicheren Bauweise und Konstruktion von Schiffen aufstellte. Von den 29.763 Dampf- und Motorschiffen über 100 Tonnen, die 1939 zur See fuhren, waren 13.694 unter Aufsicht der Register Society gebaut worden.
Schiffe, die von Lloyd’s Register vermessen sind, tragen die Lettern L und R an den Ladelinien (Plimsoll-Marke) mittschiffs.
Lloyd’s Register ist eine der im Vereinigten Königreich zugelassenen Gesellschaften zur Zertifizierung im Eisenbahnwesen.

## Unternehmen
Lloyd’s Register hat sich in den letzten 250 Jahren mit den industriellen Revolutionen grundlegend verändert und vergrößert – angefangen in einer Zeit, in der Dampfmaschinen für die mechanische Produktion entwickelt wurden bis hin zur Digital- und Cybertechnologie von heute. Die letzteren Entwicklungen spiegeln sich unter anderem auch in der Übernahme von Senergy, einem integrierten Energiedienstleister, 2013 und Nettitude, einem Cyber-Sicherheitsspezialisten 2018 wider. Lloyd’s Register hat ein Portfolio an digitalen, Daten- und Softwarelösungen, einschließlich greenfencetm, RTAMO und Seasafe aufgebaut.
Seit rund 150 Jahren prüft und zertifiziert Lloyd’s Register in Deutschland sicherheitskritische Produkte, Anlagen und Prozesse nach national und international anerkannten Codes, Standards und Verordnungen. Lloyd’s-Register-Prüfingenieure unterstützen Hersteller und Anlagenbetreiber dabei, Qualität und Präzision zu gewährleisten, sowie gesetzliche Vorgaben einzuhalten. Exportierenden Herstellern hilft Lloyd’s Register, neue Marktzugänge mithilfe von mehr als 60 Akkreditierungen weltweit und als benannte Stelle in Europa zu öffnen. Zudem ist Lloyd’s Register in Deutschland als zugelassene Überwachungsstelle (ZÜS) anerkannt. Durch die Digitale Revolution veränderte sich das einst regelmäßig in „The LR Group Directory“ veröffentlichte Netz von ca. 20 LR-Niederlassungen mit Stand Januar 1998 in Deutschland auf im Internet auffindbare 3 Standorte in Hamburg, Rostock und Köln (Stand: 2021). Einer der wichtigsten und auf seine Wirksamkeit regelmäßig zu überwachenden Codes ist der für die Seeschifffahrt seit 1998 international gültige International Safety Management Code, was weltweit im Rahmen der Hafenstaatkontrolle von „Port-State-Control-Officers“ (PSCO) durchgeführt wird u. a. um die Versicherbarkeit der Schiffe sicherzustellen.

## Dienstleistungen
Das Unternehmen bietet Leistungen in den Bereichen „Risk mitigation“, „Certification“, „Operations“, „Inspection“, „Consultancy“, „Training“ und „Research“ an.
Im Bereich Maritime Wirtschaft bietet Lloyd’s Register mit „LR's specialised ships services“ weiterhin auch Dienstleistungen im Bereich Sicherheit für Spezialschiffe an.
Von 2003 bis 2015 erschienen in Zusammenarbeit von Lloyd’s Register mit The Nautical Institute Lehrfilme wie The Human Element – Improving the awareness of the Human Element in the Maritime Industry und Alert! Fatigue – Time to wake up to the consequences of Fatigue sowie 40 Publikationen in der Reihe The International Maritime Human Element Bulletin.

## Zentren für Forschung und Entwicklung
Lloyd’s Register unterhält zwei global technology centres (GTC): in Southampton (Kooperation mit der University of Southampton) und in Singapur. Die University of Southampton beherbergt ein Zentrum für Risikoforschung und ist Großbritanniens führende Universität für seefahrtbezogene Forschung.